# آكل العسل مرقش الصدر
آكل العسل مرقش الصدر (الاسم العلمي:Meliphaga mimikae) (بالإنجليزية: Mottle-breasted Honeyeater)‏ هو نوع من الطيور يتبع جنس آكل العسل من فصيلة آكلات العسل.